# Sammy Youssouf
Sammy Youssouf (født 7. september 1976 i København) er en dansk tidligere professionel fodboldspiller, hvis primære position på banen var i angrebet. 
Sammy Youssouf spillede for en række klubber i Danmark og i udlandet før han stoppede karrieren i 2008. Karrieren som professionel i udlandet blev dog præget af lange skadespauser.

## Spillerkarriere
Han startede oprindeligt med at spille i den lille københavnske fodboldklub Rikken FC. Ungdomsklubben blev udskiftet med livet som seniorspiller i Boldklubben Fremad Valby og efterfølgende en kort visit hos 1. divisionsklubben Fremad Amager. Han debuterede for 1. divisionskollegaerne, Hvidovre IFs førstehold, den 27. august 2000 på hjemmebane mod Esbjerg fB og nåede at score 13 mål i 25 turneringskampe. Angriberens bedrifter på banen blev i en række måneder iagttaget af repræsentanter for skotske St. Johnstone FC, hvilket udmøntedede sig i et 12-dags træningsophold i januar 2002. I to træningskampe scorede han tre mål og medførte at klubben købte Sammy Youssouf den 21. januar godt et halvt år før hans kontrakt med Hvidovre udløb. Hans skotske udlandseventyr blev dog kortvarigt med blot fem kampe og ét enkelt mål i Scottish Premier League og i den kommende sommer vendte han tilbage til bedste hjemlige række og begyndte hos akademikerne i Gladsaxe, hvor han nåede at score 12 mål i 2002/03-sæsonen.
Udlandet kaldte igen og sidenhen er han havnet i flere europæiske fodboldklubber, men hans karriere har generelt været meget skadesplaget. I 2002 var hans efterår præget af skader, men det blev fulgt op af en stærk forårssæson af den fysisk stærke spiller, som havde et angrebssamarbejde med Mohamed Zidan. Præstationerne på banen resulterede i en to-årig aftale i den hollandske Eredivisie-klub RBC Roosendaal, men den sidste sæson i klubben blev spoleret på grund af en korsbåndsskade og var fraværende i mange af klubbens kampe. Efter hans kontrakt med klubben udløb, kunne han have forlænget sit ophold i Holland med en kontrakt hos en af landets topklubber FC Twente, men det hele endte med ingenting, da klubben ikke kunne komme af med den pågældende angriber, han var udset til at afløse.
Han tog herefter på et træningsophold hos den portugisiske fodboldklub CS Marítimo (i Liga Betandwin.com) og imponerede klubben så meget, at den tilbød ham en et-årig kontrakt. Men grundet en turbulent sæson, hvor han blev bænket af den brasilianske træner Paulo Afonso Benanigo og hans 20 brasilianere, accepterede klubbens præsident José Carlos Rodrigues Pereira at ophæve hans kontrakt et halvt år før tid, men dog indenfor transfervinduet så han kunne skifte til engelske Queens Park Rangers FC og The Championship på halvårig kontrakt (med option på yderligere et år). Der fik han dog en ledbåndsskade i knæet og blev siden fritstillet af klubben i slutningen af sæsonen sammen med 13 andre spillere. I tiden hos Queens Park Rangers FC spillede han sammen med den tidligere danske landsholdsangriber Marc Nygaard.
Efterfølgende valgte han igen at vende tilbage til dansk fodbold og genoptræne i sin gamle klub, AB, før han som transferfri skrev under på en et-årig kontrakt (indtil juni 2007) med Superliga-klubben Viborg FF i september 2006 – til trods for at transfervinduet allerede var lukket. Han debuterede for klubben mod Esbjerg fB i Superligaen ved en indskiftning i starten af anden halvleg, men blev skadet efter blot 18. minutters spil. Han nåede dog at spille 14 kampe, men kun score en enkelt gang i en Royal League kamp og en enkelt træffer i foråret 2007. Den 31. maj 2007 udsendte klubben en pressemeddelelse, hvor meddeltes at han efter gensidig aftale stoppede i klubben. Han valgte senere på sommeren at skrive under på en kontrakt med Superliga-nedrykkerne fra Vejle Boldklub frem til den 1. januar 2009.
I sommeren 2008 valgt Youssouf at indstille karrieren pga. mange skader.